# Маэстро (фильм)
«Маэстро» (англ. Maestro) — американский биографический фильм 2023 года, рассказывающий о композиторе Леонарде Бернстайне. Был снят Брэдли Купером по сценарию, написанному им в соавторстве с Джошем Сингером. Купер к тому же сыграл главную роль (в дуэте с Кэри Маллиган) и спродюсировал картину совместно с Мартином Скорсезе, Стивеном Спилбергом и Тоддом Филлипсом. «Маэстро» получил семь номинаций на «Оскар», в том числе в категории «Лучший фильм года», но отзывы критиков были противоречивыми.

## Сюжет
Главный герой фильма — американский композитор Леонард Бернстайн. Действие начинается в 1987 году, когда он рассказывает о своих отношениях с актрисой Фелицией Монтеалегре. Бернстайн влюбился в Фелицию в 1943 году, вскоре после своего дебюта в качестве дирижёра. Герои поженились, у них родились трое детей. Внешне супружеская жизнь была благополучной, но Бернстайн продолжал интрижки с мужчинами, злоупотреблял алкоголем и наркотиками. В середине 1950-х годов произошёл разрыв, после которого, однако, брак оставался нерасторгнутым. В 1973 году, после триумфального выступления Бернстайна в Илийском соборе в Англии, супруги помирились.
Позже у Фелиции диагностировали рак груди, в 1978 году она умерла на руках у мужа. В 1987 году Бернстайн продолжает заводить романы с молодыми мужчинами, но при этом очень скучает по покойной жене. В финале он снова представляет Фелицию совсем молодой.

## В ролях
- Брэдли Купер — Леонард Бернстайн
- Кэри Маллиган — Фелиция Монтеалегре
- Майя Хоук — Джейми Бернстайн
- Мэтт Бомер — Дэвид Оппенхайм[англ.]
- Мириам Шор — Синтия О’Нил

## Создание и релиз
Проект разрабатывался компанией Paramount Pictures. Изначально режиссёром должен был стать Мартин Скорсезе, но он отказался от участия в проекте, чтобы снять фильм «Ирландец». Кресло режиссёра собирался занять Стивен Спилберг, но позже он предложил сделать это Брэдли Куперу, получившему главную роль. К тому моменту у Купера уже вышла дебютная лента — «Звезда родилась». В итоге Скорсезе и Спилберг стали продюсерами проекта вместе с Тоддом Филлипсом. В январе 2020 года проект был перенесён на Netflix.
В сентябре 2020 года у фильма появилось название, «Маэстро», главную женскую роль получила Кэри Маллиган. В апреле 2022 года к касту присоединились Мэтт Бомер и Майя Хоук. Изначально предполагалось, что съёмки начнутся 5 апреля 2021 года, но работа стартовала лишь в мае 2022 года. Съёмки проходили в Тэнглвуде (с 21 по 26 мая) и в Нью-Йорке.
Премьера «Маэстро» состоялась в сентябре 2023 года на 80-м Венецианском кинофестивале, в рамках основной программы. 2 октября фильм показали на фестивале в Нью-Йорке, 22 ноября он вышел в ограниченный театральный прокат, а 20 декабря появился на сайте Netflix.

## Оценки
Использование Купером носового протеза для визуального сходства с Бернстайном было раскритиковано еврейской диаспорой как антисемитская карикатура, поскольку Купер — не еврей по национальности и ранее не использовал подобные протезы в своей работе, будь то персонажи или реальные люди (Джозеф Меррик, он же Человек-слон, или Крис Кайл). Звучали мнения, что роль Бернстайна должна была достаться известному актёру-еврею (например, Джейку Джилленхолу). Дети Леонарда Бернстайна вступились за Купера, заявив, что он согласовывал с ними все свои действия, и что они разочарованы критикой в его адрес. «У Леонарда Бернстайна действительно был большой красивый нос. Брэдли решил использовать грим, чтобы усилить сходство, и нас это вполне устраивает. Мы уверены, что наш папа тоже был бы не против», — рассказали они.
На сайте-агрегаторе отзывов Rotten Tomatoes «Маэстро» получил рейтинг 78 % при средней оценке 7,4/10, на сайте Metacritic — 77 баллов из 100, что указывает на «в целом положительные» отзывы. Николас Барбер из BBC Culture высоко оценил режиссуру Купера, Дэвид Руни из The Hollywood Reporter похвалил изображение брака в фильме и назвал игру Маллиган душераздирающей. Ричард Броуди из The New Yorker раскритиковал картину за игнорирование некоторых важных моментов из жизни Бернстайна, за «общее отсутствие искренности в фильме» и «старательное избегание противоречий и сложности». Карлос Бойеро в рецензии для El País признал, что «Маэстро» снят достаточно мастеровито, но при этом, по его словам, судьба главного героя оставляет зрителя равнодушным.
Российский кинокритик Станислав Зельвенский охарактеризовал «Маэстро» как «кино для вежливых аплодисментов». Антон Долин оценил картину на 6 баллов из 10, Андрей Плахов — на 5, Зинаида Пронченко — на 1 балл. Стас Тыркин назвал грим Купера крайне неудачным, игру Кэри Маллиган — «на удивление фальшивой», общую подачу материала банальной. По мнению Тыркина, фильм нельзя назвать «большой удачей Брэдли Купера — ни актёрской, ни режиссёрской».
«Маэстро» был номинирован на премию «Оскар» 2024 года в семи номинациях: «Лучший фильм», «Лучший актёр», «Лучшая актриса», «Лучший оригинальный сценарий», «Лучшая операторская работа», «Лучший грим и причёски», «Лучший звук». В итоге он не победил ни в одной категории.
Номинации
| Премия                          | Год  | Категория      | Номинант     | Результат | Примечание |
| ------------------------------- | ---- | -------------- | ------------ | --------- | ---------- |
| 80-й Венецианский кинофестиваль | 2023 | Золотой лев    | Брэдли Купер | Номинация | [ 25 ]     |
| 80-й Венецианский кинофестиваль | 2023 | Квир-лев       | Брэдли Купер | Номинация | [ 26 ]     |
| Премия «Готэм»                  | 2023 | Икона «Готэма» | Брэдли Купер | Победа    | [ 27 ]     |